# 黃偉 (正德進士)
黃偉（1488年11月6日—1538年4月15日），字孟偉，號逸叟（又号逸所），福建同安縣金門人，明朝政治人物，正德九年進士，曾任廣東南雄、直隸松江知府。

## 生平
明弘治元年（1488年）十月初三出生於金門後水頭，曾在泉州府擔任兵工房什科書掾，因遭胥吏刁難，一怒辭職回家苦讀，正德五年（1510年）中庚午科福建鄉試舉人，正德九年（1514年）中進士，是明代第二位金門籍進士，初任南京刑部主事廣西司，升為廣東司郎中，嘉靖初年，黃偉應詔陳九事，在大禮議期間曾上「定大禮」疏，斥責張璁希寵嗜進，妄誕不經，後出為廣東南雄知府，當地年有例金萬餘，黃偉全部退還，分文不取，巡撫欲丈田加稅，黃偉堅拒不從。不久，黃偉改任直隸松江知府，時張璁為禮部尚書兼大學士，黃偉未就任，托病還鄉講學，令家鄉文風為之一變，當地有「文章許鐘斗，品德黃逸叟」之說，黃氏在嘉靖、萬曆年間出現數位貢生、舉人，黃偉功不可沒，當時福建巡按李元陽曾勸勉諸生說：「諸生莫道誦法孔子，但能誦法黃逸叟先生須可矣。」嘉靖十六年（1537年）泉州大旱，發生饑荒，李元陽遂請黃偉、許福和俞大猷代行賑災，黃偉積勞成疾，嘉靖十七年（1538年）三月十七去世。

## 紀念
黃偉墓在太武山北麓，其遷居福建南安市水頭鎮下店村的後人每年會在農曆八月十一日到金門祭祖。現為金門縣縣定古蹟。
黃偉故宅在後水頭，為三進宅第，門額前有一青草石石匾，寬四尺，高一尺多，上刻「邦伯」大字，左刻「福建御史立」，右刻「嘉靖辛丑冬」。黃偉在金門的金門朱子祠、後浦頭黃氏家廟、金門慈德宮和南安的下店村壽溪宮被祭祀。